# Пароль

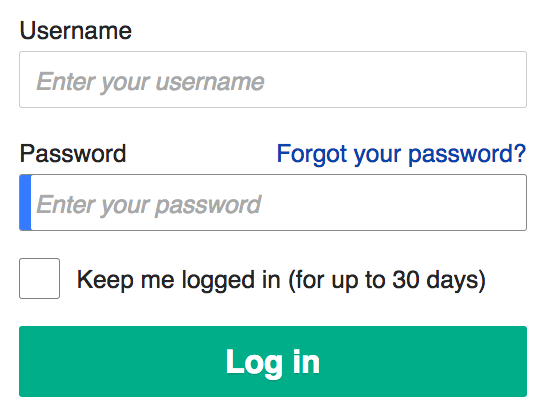
Форма для запиту логіна та пароля у проєктах Wikipedia

Паро́ль, паро́ля або га́сло (фр. parole — слово) — таємне слово або певна послідовність символів, призначена для підтвердження особи або її прав. Паролі використовують для захисту інформації від несанкціонованого доступу. Пароль разом із логіном є елементами облікового запису та використовуються програмним забезпеченням для надання користувачу дозволу на з'єднання з комп'ютерною системою та визначення його прав доступу до ресурсів програмного забезпечення. Унікальність та непередбачувана послідовність символів у паролі обумовлюють його складність. Пароль частіше всього використовується з логіном, щоб уникнути збігів при ідентифікації користувачів.

## Безпека пароля користувача

### Словникова атака
Найпростішою атакою щодо паролів, відмінною від атаки грубою силою, є їхній перебір за словником. Легко вгадувані паролі (123, admin) вважаються слабкими й вразливими. Паролі, які дуже важко або неможливо вгадати, вважаються більш стійкими. Дослідження показують, що близько 40 % всіх користувачів вибирають паролі, які легко вгадати автоматично[джерело?]. Найвідомішими інструментами для перебирання й перевірки стійкості паролів є програми John the Ripper та L0phtCrack.
Іноді радять замість звичних паролів використовувати парольні фрази та інші методи контролю доступу. Іншим заходом захисту є використання генераторів паролів — програм, які формують паролі з випадкових даних. Генератори паролів дозволяють генерувати паролі, які легко читаються, з придатним для запам'ятовування чергуванням голосних і приголосних.

### Зберігання та використання у прикладних системах
Зберігання паролів у прикладних системах (зокрема, в операційних системах) у відкритому вигляді є неприпустимим, оскільки у випадку зламу паролі усіх користувачів стають надбанням порушника.
Тому з 70-х років XX ст. в UNIX замість паролів зберігались геш-значення від них. У випадку, якщо порушник отримував доступ до [/etc/passwd файлу паролів], то для отримання оригінальних паролів він мав ще виконати атаку знаходження першовзору відносно геш-функції або ту ж саму словникову атаку. Однак, зазначений механізм не є захищеним проти атак з використанням так званих райдужних таблиць. Сучасні UNIX-подібні операційні системи для зберігання паролів використовують гешування з сіллю — деяким випадковим числом, яке зберігається у файлі паролів разом з геш-значенням.
Прикладом поганої реалізації зберігання та використання паролів є механізм, що використовувався в операційних системах Microsoft Windows версій до Windows NT. Перед перевіркою символи пароля користувача переводились у верхній регістр, що значно зменшувало ентропію.
Користувачі сучасних інформаційних систем вимушені запам'ятовувати багато різних паролів від різних систем. Наслідком є те, що багато користувачів використовують один і той же пароль від різних сервісів. Для розв'язання цієї проблеми використовуються менеджери паролів, що дозволяють зберігати усі паролі у єдиному місці у зашифрованому вигляді, та технології єдиного входу, що дозволяють автентифікуватись в одній системі та переходити в іншу без повторної автентифікації. Паролі повинні бути складними для того, щоб їх було неможливо вгадати.

## Помилки при використанні паролів
Тимчасом як паролі можуть бути безпечними, джерелом небезпеки є те, як користувачі поводяться з паролями[джерело?]:
- прості паролі — короткі, зі словами зі словників, без спільного використання символів різних типів (цифри, розділові знаки, літери у верхньому та нижньому регістрах) або такі, що легко вгадуються з інших причин;
- паролі, які легко можуть бути знайдені іншими — на наліпках на моніторах, у блокноті біля комп'ютера, у документі на комп'ютері, на смартфоні у вигляді відкритого тексту тощо;
- однаковий пароль — використання однакового пароля для багатьох сайтів, відсутність зміни паролів тощо;
- спільне використання паролів — користувачі розповідають іншим паролі, надсилають незашифровану електронну пошту з паролями тощо;
- входи до з адміністративними обліковими записами там, де повинні використовуватись обмежені (користувацькі) облікові записи або
- адміністратори, які дозволяють користувачам з однаковими ролями входити під єдиним паролем.

Для забезпечення відповідного рівня захищеності інформації слід уникати наведених практик.

## Альтернативні механізми ідентифікації, автентифікації та розмежування доступу
Альтернативою використанню паролів є використання біометричних механізмів ідентифікації, автентифікації та розмежування доступу. Біометричні характеристики важко втратити, на відміну від паролів, які легко забути. Однак у випадку компрометації пароль легко змінити, тоді як біометричні характеристики змінити важко або практично неможливо.